# Listrup Ungdoms- og Idrætsforening
Listrup Ungdoms- og Idrætsforening (eller Listrup U&I, LUIF) er en dansk fodboldklub beliggende i Nykøbing F. på Falster. Klubben blev stiftet i 1957. Klubben spiller i Serie 1.
Listrup Ungdoms- og Idrætsforening spiller til dagligt på LUIF´s anlæg. Til dagligt bliver klubben kaldt LUIF.